# 刘正照
刘正照（1932年8月—2020年8月18日），陕西省长安县人，中华人民共和国政治人物，铜川市人大常委会主任，第七届全国人大代表。

## 生平
1949年中华人民共和国成立后，历任《铜川报》（1959年改为《铜川日报》）社副主编、主编，中共铜川市委宣传部副部长、办公室主任等职。文化大革命期间受到冲击。1973年后，历任铜川市革命委员会副主任（1973年－1978年），中共铜川市委副书记（1980年－1989年），铜川市人大常委会主任（1988年－1996年）等职。1988年当选第七届全国人大代表。
2008年，获铜川市老干部先进个人荣誉称号。2019年，庆祝中华人民共和国成立70周年纪念章。2020年8月18日下午3时49分逝世。